# Франсуа де Конінк
Франсуа де Конінк (9 серпня 1902 — 21 вересня 1985) — бельгійський академічний веслувальник.
Бронзовий призер Олімпійських Ігор 1928 року в складі розпашної двійки зі стерновим.